# 비소키 데차니

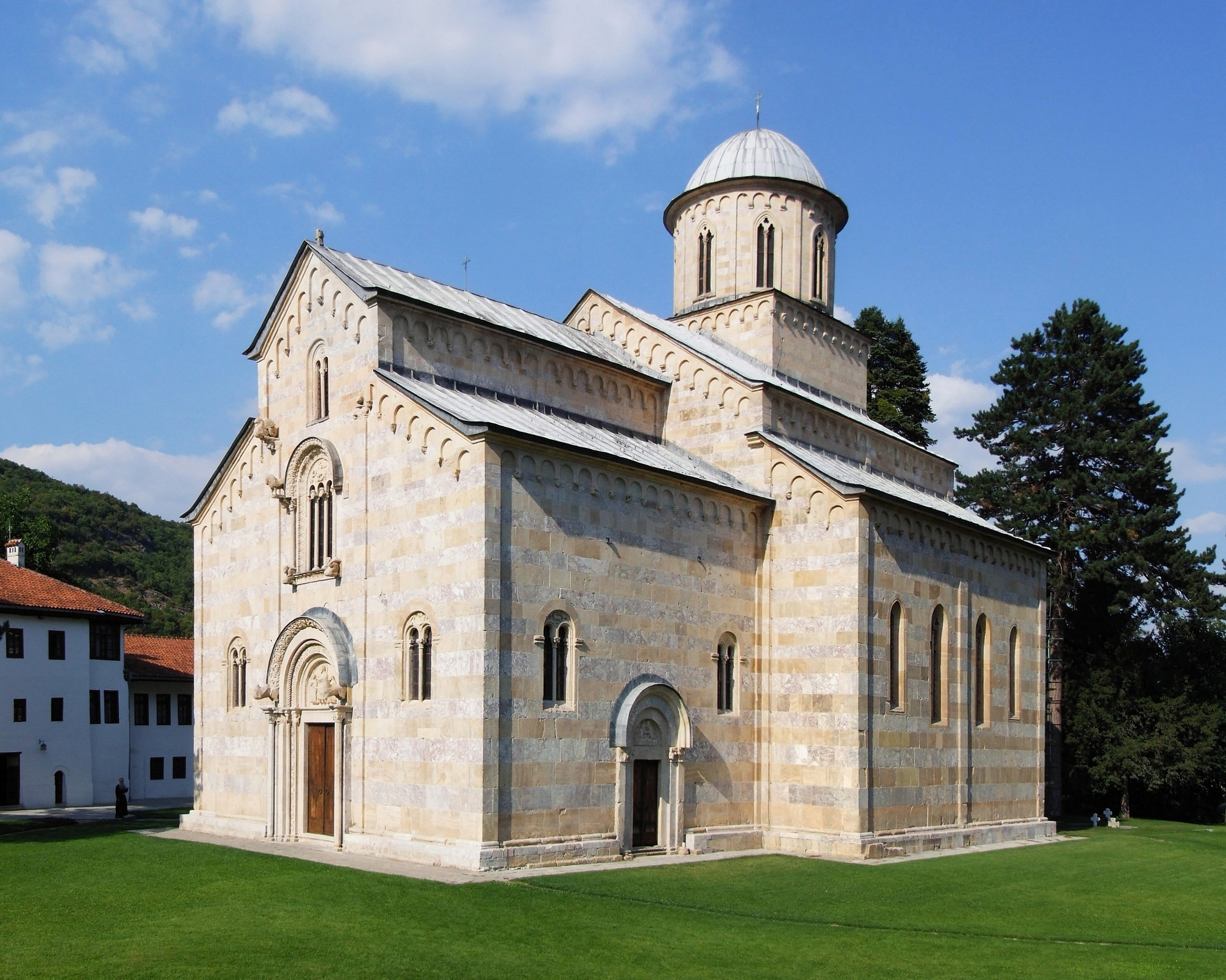
비소키 데차니

비소키 데차니(세르비아어: Високи Дечани, Visoki Dečani)는 코소보 데차니에 있는 세르비아 정교회의 수도원이다.
1327년부터 1335년까지 세르비아의 스테판 우로시 3세 데찬스키 국왕에 의해 건설되었다. 2004년에는 유네스코가 지정한 세계유산에 등재되었다.